# Phyllocycla hespera
Phyllocycla hespera – gatunek ważki z rodziny gadziogłówkowatych (Gomphidae).